# تشاك دانيال
تشاك دانيال (بالإنجليزية: Chuck Daniel)‏ هو لاعب كرة قاعدة أمريكي، ولد في 17 سبتمبر 1933 في Bluffton, Arkansas ‏ في الولايات المتحدة، وتوفي في 2008 في هت سبرينغز في الولايات المتحدة.